# Kindslagenhandschrift
Kindslagenhandschriften sind in Handschriften vorliegende Darstellungen und Abbildungen der möglichen Lagen eines Fötus oder mehrerer Föten in der Gebärmutter. Sie reichen in ihrer Tradition bis in die Antike zurück, sind jedoch erst seit dem Mittelalter nachweislich überliefert.

## Tradition
Die Tradition der Kindslagendarstellung geht auf den griechischen Arzt Soranus von Ephesos zurück, der im 2. Jahrhundert n. Chr. in Rom lebte. In seinem Werk Über Hebammenkunst und die Krankheiten der Frauen (Gynaikeía) beschreibt er unter anderem die geburtshilfliche Verfahrensweise bei einer Fußlage. Soranus’ Werk wurde Ende des 5. oder Anfang des 6. Jahrhunderts von Muscio ins Lateinische übersetzt und hieß seitdem Gynaecia.
Aufgrund der kompilatorischen Natur mittelalterlicher medizinischer Manuskripte ist eine eindeutige Zuordnung von Kindslagenbeschreibungen und -abbildungen zu einem einzigen Autor schwierig. Kindslagenabbildungen wurden Albucasis’ Chirurgia oder der Trotula, seltener auch den im ausgehenden 13. Jahrhundert entstandenen Secreta mulierum beigefügt. Abulcasis (arabisch Abu l-Qasim az-Zahrawi) beschreibt im 75. Kapitel seiner Chirurgia die natürliche Kopflage sowie sechs weitere Lagen und weist darauf hin, dass es bei Zwillings- oder Mehrlingsgeburten zu eben jenen sieben Lagen kommen könne. Er beschreibt zu jeder Lage recht detailliert, wie die Hebamme vorgehen muss, um das Kind lebend zur Welt zu bringen. Im Hochmittelalter verbreitete sich die bis in die Frühe Neuzeit haltende Meinung, dass die Gebärmutter aus sieben Kammern bestünde.
Unter dem Namen Trotula werden die drei Bücher De curis mulierum, Liber de sinthonatibus mulierum und De ornatu mulierum zusammengefasst. Der Name der Kompilation legt nahe, dass es sich um eine Autorin namens Trota handelt. Der Abschnitt De curis mulierum befasst sich mit typischen Frauenkrankheiten sowie Menstruation und Geburt. Trota beschreibt im Gegensatz zu Albucasis nur zwei unnatürliche Kindslagen.
Die Secreta mulierum sind ein Werk, das zunächst Albertus Magnus zugeschrieben worden war, jedoch schon von seinem ersten Biografen Peter von Preußen widerlegt wurde. Die einzelnen Kapitel befassen sich mit den Aspekten der Empfängnis und Schwangerschaft. Als Ergänzung dazu wurden manchen Handschriften Kindslagenabbildungen beigefügt.

## Darstellung

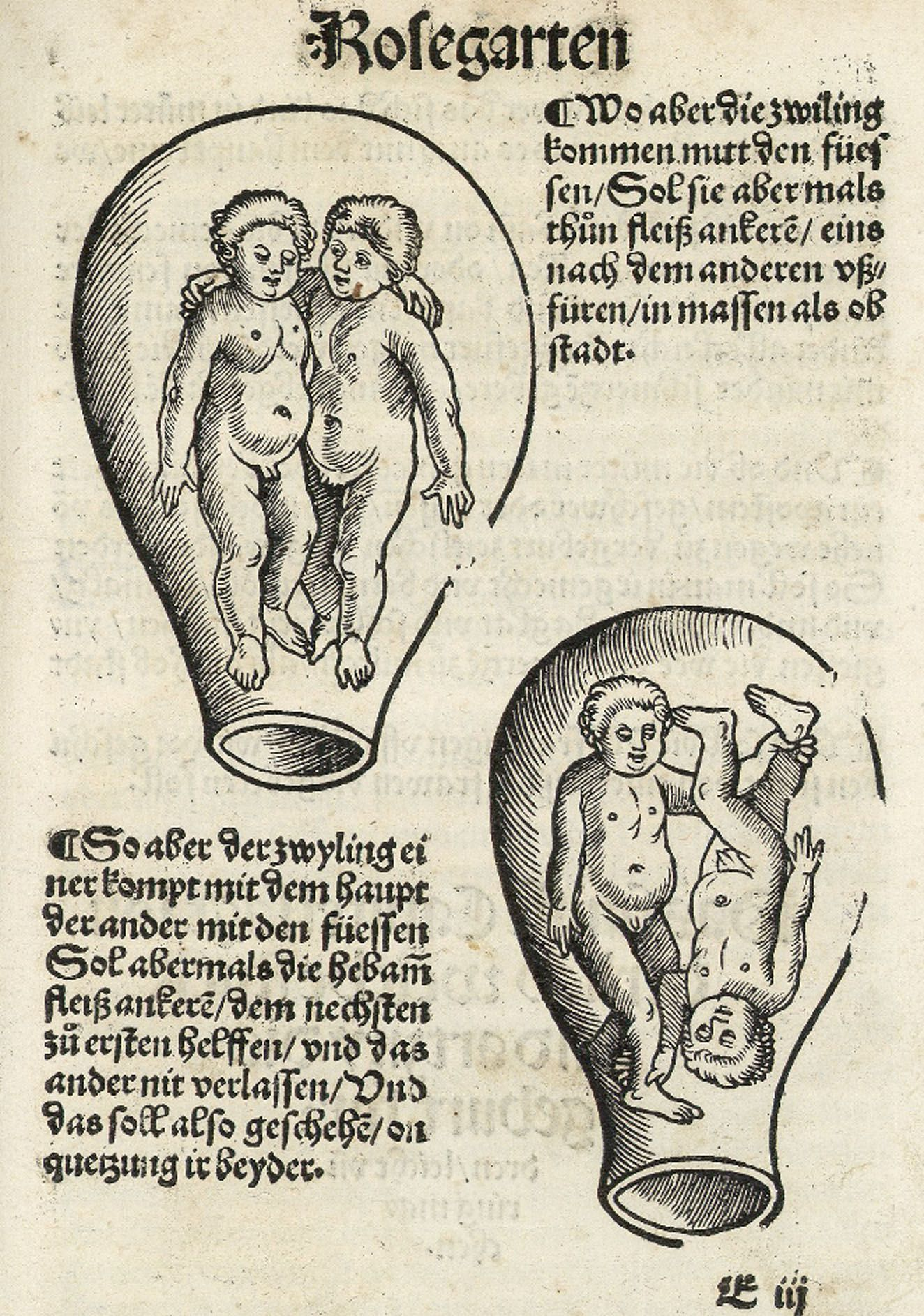
Abbildung aus dem „Rosegarten“ Eucharius Rösslins des Älteren, 1513

Es gilt zu unterscheiden zwischen rein textlicher Darstellung der Kindslagendarstellung, in der die Lagen beschrieben und Anweisungen an die Hebamme gegeben werden, wie das Kind oder die Kinder gegebenenfalls zu drehen sind, rein bildlichen Darstellungen, in denen meist die Gebärmutter stilisiert und der Fötus in seiner Lage dargestellt wird sowie der Kombination aus beiden. Bei der rein bildlichen Darstellung war eine Beschriftung sicher noch vorgesehen, wurde jedoch nie ausgeführt.
Im Laufe des Mittelalters ergab es sich, dass die meisten Kindslagenabbildungen aus 16 Lagen bestehen, die meist in ähnlicher Reihenfolge abgehandelt werden. Die Ursache für die Ähnlichkeiten liegen vermutlich in der Abhängigkeit der Handschriften untereinander, dies wurde bisher jedoch noch nicht untersucht.
Die erste Abbildung zeigt die natürliche Lage, in der der Fötus mit dem Kopf zuunterst liegt und die Hände am Körper anliegen. Die zweite Lage zeigt meist die Fußlage, in der das Kind mit den Füßen zuunterst in der Gebärmutter liegt. Darauf folgen in unterschiedlicher Reihenfolge Steiß-, Querlage und weitere. Den Abschluss bilden in den letzten beiden Bildern meist Zwillingsgeburten, bei denen in einem Bild beide Föten in gleicher Weise nebeneinander und in dem anderen Bild ein Fötus mit dem Kopf und das andere mit den Füßen zuunterst liegen.

### Textprobe

#### Codex germanicus monacensis 597, 5. Lage
Si ambas manus foras invenerit quid erit dūobūs

hümeris eiüs manüs süas vnasaz infigens renossum

eüm reüoret sicut süperiüs dixi manibus us positam a-

prehenso capite paülatim & leviter eum addürat

#### Codex 1192, Leipzig, 1. Lage
| Frühneuhochdeutsch | Übersetzung |
| --- | --- |
| Dit ist die irste geburtt der naturen dye beste vor allen ist daz ma(n) keyner ley schaden vernyme ader keyn vß ganck dar vnde ist daz die hende icht erhebit vnd da bli be so ist gud | Dies ist die erste Geburt auf natürliche Art; die beste von allen ist, dass man keiner- lei Schaden nehme oder keinen Ausgang. Und wenn es so ist, dass es die Hände nicht erhebt und so bleibt, so ist es gut. |

## Manuskripte
Die älteste überlieferte Kindslagenhandschrift (mit Abbildungen) wird in Brüssel in der Bibliothèque Nationale unter der Signatur Bruxellensis 3714 aufbewahrt und stammt aus dem 9. oder 10. Jahrhundert.
| Signatur                                   | Aufbewahrungsort                                                        | Entstehungszeit             | Sprache (Incipit)                                                          | Abbildungen? |
| ------------------------------------------ | ----------------------------------------------------------------------- | --------------------------- | -------------------------------------------------------------------------- | ------------ |
| Bruxellensis 3710–15                       | Brüssel                                                                 | 9./10. Jahrhundert          | Latein                                                                     | ja (13)      |
| G KS 1653 4°                               | Kopenhagen                                                              | 12. Jahrhundert             | Latein                                                                     | ja           |
| Vaticano-Palatinus latinus 1304, 83ra–84vb | Vatikan                                                                 | 1230 (ca.)                  | Latein („Incipit prologus Muscionis“)                                      | ja (16)      |
| Ms. X. 118 (1412)                          | Stockholm                                                               | 1230 (ca.)                  | kein Text                                                                  | ja           |
| Ashmolean 399 , 13c–16b                    | Oxford, Bodleian Library                                                | 1292 (ca.)                  | Latein („Si in pedibus descendit…“)                                        | ja (10)      |
| Cod. lat. 15                               | Budapest, Eötvös Loránd Tudomány Egyetem Könyvtára (University Library) | 13./14. Jahrhundert         | Latein                                                                     | ja (16)      |
| Parisinus latinus 7056                     | Paris, Bibliothèque Nationale                                           | 1300 (kurz danach)          | Latein Katalog: „5° Summa secundùm Trotulam“                               | ja (16)      |
| Ms. Francais 2030                          | Paris, Bibliothèque Nationale                                           | 1314                        | kein Text                                                                  | ja           |
| Latinus Monacensis 161                     | München, Bayerische Staatsbibliothek                                    | 14. Jahrhundert (frühes)    | Latein                                                                     | ja (16)      |
| Thottske Samling 190                       | Kopenhagen                                                              | 1300 (kurz nach)            | kein Text                                                                  | ja (8)       |
| Series Nova 2641                           | Wien                                                                    | 14. Jahrhundert             | Latein                                                                     | nein         |
| Ms. Lat. Z. 320 (1937)                     | Venedig                                                                 | 14. Jahrhundert             | Latein                                                                     | ja           |
| Bodleianus Laudanius Misc. 724             | Oxford, Bodleian Library                                                | 1400 (ca.)                  | kein Text                                                                  | ja (16)      |
| Hafniensis 1657                            | Kopenhagen                                                              | 1420 (ca.)                  | Mittelniederländisch                                                       | nein         |
| Ms. 49/3                                   | London, Wellcome Library                                                | 15. Jahrhundert (Ende)      | Latein                                                                     | ja           |
| Ms. 1192                                   | Leipzig, Universitätsbibliothek                                         | 1434–1440                   | Frühneuhochdeutsch                                                         | ja           |
| Ms. P 34 Nr. 78                            | Dresden, SLUB                                                           | 1440–1460                   | Latein                                                                     | ja (16)      |
| Sloane 2463, fols. 217r–218v               | London, British Library                                                 | 1450 (ca.)                  | Mittelenglisch                                                             | ja (17)      |
| Sloane 249, fols. 196v–197v                | London, British Library                                                 | 15. Jahrhundert (2. Hälfte) | Mittelenglisch                                                             | ja (17)      |
| Germanicus Monacensis 597, 260r–261v       | München, Bayerische Staatsbibliothek                                    | 1485 (ca.)                  | Latein                                                                     | ja (12)      |
| Montis Pessulani 277                       | Montpellier                                                             | 14.–15. Jahrhundert         |                                                                            | ja           |
| Erlangensis B 33                           | Erlangen, Universitätsbibliothek                                        | 15. Jahrhundert (spätes)    | Frühneuhochdeutsch                                                         | ja (16)      |
| Ms. 129.a.l.5, fols. 28v–31r               | London, Royal College of Surgeons                                       | 15. Jahrhundert             | Mittelenglisch                                                             | ja (16)      |
| MS R.14.52 (922), fols. 124v–126r          | Cambridge, Trinity College                                              | 15. Jahrhundert (2. Hälfte) | Mittelenglisch                                                             | nein         |
| Parisinus graecus 2153                     | Paris, Bibliothèque Nationale                                           | 15. Jahrhundert (spätes)    | Latein (Katalog: „Galeni […] ejusdem de morbis mulierum (218)“)            | nein         |
| Parisinus latinus 6865                     | Paris, Bibliothèque Nationale                                           | 14. Jahrhundert             | Latein Katalog: „Ejusdem liber de gynæceis, sive de passionibus mulierum.“ | nein         |
| Erlangensis B 200                          | Erlangen, Universitätsbibliothek                                        | 1524                        | Frühneuhochdeutsch                                                         |              |
| Barberinus I 49 (=329)                     | Rom                                                                     | 16. Jahrhundert             | Griechisch                                                                 | nein         |
| Vossianus gr 8° 18                         | Leiden                                                                  | 16. Jahrhundert             | Griechisch                                                                 | nein         |

## Drucke
Mit der Erfindung des Buchdrucks nimmt die Überlieferung von handschriftlichen Kindslagenüberlieferungen ab und endet nach dem 16. Jahrhundert. Der erste Druck, der Kindslagenabbildungen enthält, ist „Der Swangern frawen und hebamme roszgarte“ von Eucharius Rößlin d. Ä. (1513), dessen Abbildungen denen des Ms. Lipsiensis 1192 ähneln.